# Arthur Melo
Arthur Henrique Santos Ramos de Oliveira Melo, mest känd som Arthur eller Arthur Melo, född 12 augusti 1996, är en brasiliansk fotbollsspelare (mittfältare) som spelar för Fiorentina, på lån från Juventus. Han spelar även för Brasiliens landslag.

## Karriär
Den 29 juni 2020 värvades Arthur av Juventus, där han skrev på ett kontrakt med start i september 2020. Miralem Pjanić gick i motsatt riktning från Juventus till Barcelona. Den 1 september 2022 lånades Melo ut till Liverpool på ett låneavtal över säsongen 2022/2023.

## Meriter

### FC Barcelona
- La Liga: 2018/2019